# Ziam
Ziam (Originaltitel in Thai: ปากกัด ตีนถีบ) ist ein thailändischer Martial-Arts-Zombiefilm aus dem Jahr 2025, der unter der Regie von Kulp Kaljareuk entstand. Der Streamingdienst Netflix nahm den Film am 9. Juli 2025 weltweit in sein Angebot auf.

## Handlung
In einer dystopischen Zukunft leidet die Welt unter den Folgen des Klimawandels, Armut und Nahrungsmittelknappheit. Thailand konnte sich dank innovativer, aber riskanter Experimente wie Insektenzucht gerade noch über Wasser halten. Doch ein fataler Fehler entfesselt eine Zombie-Apokalypse, die in einem Großangriff auf ein Krankenhaus mündet.
Singh, einst Muay-Thai-Profikämpfer, hat genug vom rücksichtslosen Untergrundgeschäft und will in seine Heimatstadt Chiang Dao zurückkehren, um dort bei seiner Freundin Rin, einer Ärztin, ein ruhiges Leben zu beginnen. Zu Beginn des Films erklärt ein Voiceover, dass steigende Treibhausgasemissionen das arktische Eis schmelzen ließen, wodurch Jahrmillionen alte Bakterien freigesetzt wurden. VS Corporation, ein mächtiges Agrarunternehmen, transportierte unwissentlich kontaminierte Fische aus einem gesunkenen Frachter. Diese verseuchten Andockkisten gelangen in die Lebensmittelproduktion, die auf Insektenzucht umgestellt worden war, um die Hungersnot zu lindern. Eine fehlerhafte DNA-Modifikation offenbarte sich als Ursache des ansteckenden Erregers.
Auf seinem letzten Einsatz fährt Singh gemeinsam mit seinem Vorgesetzten Kriang in die Hauptstadt, um die Fisch-Container abzuliefern. Auf Werbetafeln preist die VS Corporation stolz ihr Projekt „Insektenhörnchen für Ernährungssicherheit“ an. Während Singh darüber nachdenkt, sein Leben neu zu ordnen, ahnt er nicht, dass er die Pandemie einschleppt.
Kaum im Krankenhaus angekommen, bricht eine Patientin, die den kontaminierten Fisch gegessen hat, als erste infizierte Bestie aus. Innerhalb weniger Minuten verwandeln sich Besucher und Personal in bestialische Zombies, die Halle und Gänge in ein Schlachtfeld verwandeln. Singh eilt in den Warteraum, wo Rin mit Dr. Pat und dem kleinen Jungen Buddy Zuflucht gesucht haben. Gemeinsam bahnen sie sich – unterstützt von Singh Mauern aus Tischen und rollbaren Betten – den Weg durch verwinkelte Flure, während sie angriffslustige Untote mit gezielten Ellbogenstößen und Lowkicks abwehren.
Im Erdgeschoss trifft die Gruppe auf Vasu, einen skrupellosen Unternehmer und Freund von VS Corporation, der auf eigene Faust Bomben im gesamten Gebäude platziert hat, um das Virus zu vernichten – auf Kosten aller Insassen. Vasu bietet Rin einen Deal an: Er evakuiere sie, wenn sie ihm medizinisches Know-how überlasse, verspricht jedoch nur, seine Ehefrau zu retten und die übrigen Patienten im Stich zu lassen. Singh durchschaut das Komplott, als Vasu sich kurz darauf selbst infiziert und sein wahres Ziel offenbart.
Singh, Rin und Buddy rennen über Treppen und durch Operationssäle zum Dach, während um sie herum das Krankenhaus buchstäblich einstürzt. Auf der Dachterrasse versucht Singh, die Gruppe hinter einer Reihe von Wassertanks in Sicherheit zu bringen. Er klettert in einen Tank, als die erste Bombe explodiert; das Wasser puffert die Detonation ab. Kurz darauf öffnet ein Zombie den Deckel, und Singh springt heldenhaft heraus, köpft den Untoten und bahnt sich den Weg zum Hubschrauberlandeplatz.
Im letzten Moment macht Singh Rin vor den Augen der herannahenden Zombies einen Heiratsantrag und überreicht ihr einen Ring. Während Rin und Buddy gerettet werden, verweigern die Soldaten dem Helikopterteam den Verbleib bei Singh, da eine weitere Explosion droht. Der Hubschrauber startet ohne ihn. Im Augenblick der Detonation, die das Krankenhaus in Trümmer legt, erfährt nur das Publikum durch eine Zeitlupen-Sequenz, dass Singh dank des Tanks überlebt. Rin bleibt mit dem Ring am Finger auf dem Flugfeld zurück – ein stummes Zeichen ihrer Hoffnung auf sein Wiedersehen.
Die Erzählung endet mit einem offenen Schluss: Rin glaubt an Singhs Rückkehr, während die Welt weiterhin von der Zombie-Seuche bedroht ist. Dieses Ende deutet auf eine mögliche Fortsetzung hin, in der Singh sich durch ein apokalyptisches Thailand kämpft, um zu seiner großen Liebe zurückzukehren.

## Besetzung und Synchronisation
Die deutschsprachige Synchronisation entstand nach dem Dialogbuch von Anne Jerratsch sowie unter der Dialogregie von Karl Waldschütz durch die Synchronfirma Interopa Film in Berlin.
| Rolle  | Schauspieler                 | Synchronsprecher |
| ------ | ---------------------------- | ---------------- |
| Singh  | Prin Suparat                 | Konrad Bösherz   |
| Rin    | Nuttanicha Dungwattanawanich | Lin Gothoni      |
| Buddy  | Wanvayla Boonnithipaisit     | Tom Kanty        |
| Vasu   | Johnny Anfone                | Armin Schlagwein |
| Mink   | Pimmada Boriruksuppakorn     | Andrea Cleven    |
| Purich | Keerati Sivakuae             | Tobias Nath      |